# The Velvet Sundown
The Velvet Sundown ist eine virtuelle Band mit virtuellen, von Künstlicher Intelligenz kreierten Musiktiteln, Bildern, Videos und Geschichten. Es erschienen 2025 zwei Alben, bevor die Akteure hinter dem Projekt Anfang Juli zu erkennen gaben, die Band existiere nicht in Realität.
Es erschienen drei Alben innert dreier Monate, die Songs wurden auf Spotify monatlich 1,5-Millionenfach abgespielt. Der Musik-Dozent Martin Villiger attestierte der Musik jenes «Mittelmass», welches KI sehr gut kreieren könne. In Schweden, Norwegen und Großbritannien schafften es Songs in die Musikcharts.
Die Bilder wurden im 70er-Jahre-Stil erzeugt. Es wurden Alltagsbilder produziert, auch beim Essen oder beim Frisör, die den Eindruck erweckten, man könne der Band «auf Tournee» zuschauen.
Es war im Juli 2025 nicht klar, wer hinter dem Projekt steht. Ein angeblicher Akteur gab dem Musikmagazin Rolling Stone ein Interview und erklärte, es handle sich um eine Art „künstlerischer Scherz“ („art hoax“), jedoch erklärte die Seite der Band auf Spotify, diese Person habe keine Verbindung zur "Band". Ein Internetauftritt der Band schrieb von einer "andauernden künstlerischen Provokation". Die Frankfurter Allgemeine Zeitung kommentierte, wenigstens brauche man sich keine Namen der Musiker zu merken.
Nur auf Deezer wird KI-generierte Musik ausgewiesen, obschon 18 Prozent der auf dem Streamingdienst hochgeladenen Werke im 2025 von KI generiert wurden. Andere gehen von über 25 Prozent aus. Aufgrund der Ähnlichkeit der KI-generierten Musik würden die Algorithmen der Musikdienste laut SRF und Tages-Anzeiger eine Blase von KI-Liedern und Fake-Bands aufbauen.
Laut Auswertungen sollen die Zahlen der Hörer ab dem 9. Juni 2025 von Bots erzeugt, also gekauft worden sein; es kamen tagelang exakt dieselbe Zahl Hörer hinzu und ebenfalls eine exakt gleiche Zahl von Followern.